# Zürcher Fluglärm-Index
Der Zürcher Fluglärm-Index (ZFI) ist eine Methode zur Berechnung der Anzahl durch Fluglärm stark belästigter beziehungsweise stark schlafgestörter Personen im Umkreis des Zürcher Flughafens.

## Geschichte
Der Zürcher Fluglärm-Index wurde von der Zürcher Volkswirtschaftsdirektion unter Rita Fuhrer und einem unabhängigen Expertengremium 2006 entwickelt, um die langfristige Wirkung von behördlichen und betrieblichen Massnahmen zur Lärmentlastung am Flughafen Zürich sichtbar und gegeneinander abwägbar zu machen. Im Gegensatz zur üblichen Lärmbeurteilungs-Praxis, die sich an akustischen Durchschnittspegelwerten orientiert, wird der ZFI anhand der tatsächlichen Wirkung des Lärms ermittelt und nicht ausschliesslich aufgrund der (rein) akustischen Belastung. Die ermittelte Lärmwirkung wird im ZFI zudem mit der Anzahl Personen, die von dieser Wirkung betroffen sind, gewichtet. Die Masseinheit des ZFI ist „Anzahl Personen“. Je mehr Personen durch Fluglärm beeinträchtigt werden, desto grösser ist der ZFI. Der ZFI kann für ein grösseres Gebiet um den Flughafen (Perimeter) aber auch für jede einzelne Hektare innerhalb dieses Perimeters berechnet werden. Er setzt sich aus zwei Komponenten zusammen: der Anzahl durch Fluglärm während des Wachzustands am Tag stark belästigten Personen (Highly Annoyed: HA) und der Anzahl durch Fluglärm im Schlaf während der Nacht stark gestörten Personen (Highly Sleep Disturbed: HSD). Die beiden ZFI-Komponenten werden aufgrund der tatsächlichen Fluglärm-Belastung in jedem Hektarquadrat des Perimeters mittels sogenannter Belastungs-Wirkungsfunktionen berechnet.
Einfluss auf den ZFI am Flughafen Zürich haben die Bevölkerungsdichte, die geflogenen An- und Abflugrouten, die Dauer und der Zeitraum des Nachtflugverbots, sowie der Flottenmix. Werden zum Beispiel im grossen Stil dicht besiedelte Gebiete überflogen, so wird dies, falls die übrigen Eckwerte unverändert bleiben, zu einer Zunahme des ZFI führen; wird lärmärmeres Fluggerät eingesetzt, wird der ZFI abnehmen und somit wiederum Spielraum schaffen, um zusätzliche Flugbewegungen abzuwickeln. Ein Zuzug von Personen in die Flughafenregion wird den ZFI ebenfalls anwachsen lassen, bei einer Rückkehr zur historisch gewachsenen Nordausrichtung (siehe auch Fluglärmstreit zwischen der Schweiz und Deutschland) wird der ZFI hingegen abnehmen.
Die Einführung des ZFI als Instrument der Wirkungsquantifizierung, gepaart mit einem Richtwert, der nicht überschritten werden soll, stellte das Kernstück des Gegenvorschlages des Zürcher Kantonsrates zur „Volksinitiative für eine realistische Flughafenpolitik“ dar, welche die Flugbewegungen am Flughafen Zürich auf 250'000 pro Jahr beschränken und ein neunstündiges Nachtflugverbot einführen wollte. Der Gegenvorschlag bestand aus drei Elementen: Zum einen sollte bei Erreichen von 320 000 Flugbewegungen pro Jahr entschieden werden, ob sich der Kanton Zürich beim Bund für eine Beschränkung der Flugbewegungen einsetzen soll, zum anderen sollte sich der Kanton für eine siebenstündige Nachtflugsperre einsetzen. Das dritte Element bestand in der Einführung des ZFI. Dieser sieht vor, dass die Behörden des Kantons Zürich darauf hinwirken, dass der Richtwert des ZFI von 47'000 stark belästigten bzw. stark gestörten Personen nicht überschritten wird. Sie müssen dazu rechtzeitig die in ihrer Kompetenz liegenden Massnahmen ergreifen und Einfluss auf die Flughafenbetreiberin und den Bund nehmen. Unter dem Begriff «ZFI Plus» kam eine von der bürgerlichen Ratsmehrheit im Zürcher Kantonsrat unterstützte ZFI-Variante am 25. November 2007 zur Volksabstimmung. In dieser Version wurde der ZFI vom Zürcher Stimmvolk mit 63,2 % Ja-Stimmen deutlich angenommen.

## Kritik
Kritik am ZFI wurde von verschiedenen Seiten laut und die Bürgerorganisationen rund um den Flughafen Zürich lehnen ihn mehrheitlich ab. Er sei im Gegensatz zu einer (zählbaren) Zahl von Flugbewegungen zu kompliziert aufgebaut und für Laien nicht nachvollziehbar, zudem lasse er dem Flughafen einen zu grossen Spielraum für weiteres Wachstum (zum Beispiel durch den Einsatz leiserer Flugzeuge).
Trotz der vorgebrachten Kritik stellt der ZFI ein verbessertes Instrument zur Lärmbeurteilung dar, vor allem weil er sich ausschliesslich an der Wirkung des Lärms orientiert und auch medizinisch-physiologische Forschungsergebnisse (Zusammenhang zwischen Maximalpegeln und Aufwachreaktionen) berücksichtigt. Das dem ZFI zugrundeliegende Berechnungsverfahren kann jedoch auch aus wissenschaftlicher Sicht noch verbessert werden.
z. B. ist die Aufwachschwelle unhaltbar tief angesetzt: Gemäss der Formel 3-9 auf S. 12 der Berechnungsgrundlagen soll nur 1 von 10 Personen aufwachen, wenn ein  Motorrasenmäher (mit 75 dB Schallpegel) durch einen Schlafsaal fährt.
Kritisiert wird auch, dass der Richtwert – obwohl die Behörden die in ihrer Kompetenz liegenden Massnahmen treffen sollten, um sein Überschreiten zu verhindern, – schon 2008 zum ersten Mal überschritten wurde und im Jahr 2013 gar 57'100 durch Fluglärm stark gestörte Menschen ausweist, anstatt der als Maximum festgesetzten 47'000. Dies hauptsächlich wegen der Zunahme der Anzahl Flüge zwischen 22 und 23 Uhr sowie einer veränderten Routenführung. Trotzdem schöpfen die Behörden nach dem Dafürhalten einiger Kritiker weder ihren Einfluss auf den Flughafenbetreiber noch auf den Bund aus, um den Volkswillen durchzusetzen.